# 1928 у літературі

## Премії
- Нобелівська премія з літератури — Сігрід Унсет, «за її видатний опис скандинавського життя Середньовіччя».
- Гонкурівська премія — Моріс Константен-Вейєр, «Людина над своїм минулим».
- Пулітцерівська премія за найкращу драму — Юджин О'Нілл, «Дивна інтерлюдія».
- Пулітцерівська премія за поезію — Арлінгтон Робінсон, «Трістрам».
- Пулітцерівська премія за художню книгу — Торнтон Вайлдер, «Міст короля Людовика Святого».
- Меморіальна премія Джеймса Тейта Блека за художню літературу — Зігфрід Сассун, «Мемуари мисливця на лисиць»
- Меморіальна премія Джеймса Тейта Блека за біографію — Джон Бакен, «Монтроз»
- Медаль Джона Ньюбері за дитячу літературу — Ден Гопал Мукерджі, «Яскрава шия. Історія голуба».

## Книги

### Романи
- «Анна Сверд» — роман Сельми Лагерлеф, остання частина трилогії «Перстень Левеншельдів».
- «Дванадцять стільців» — роман Іллі Ільфа та Євгена Петрова.
- «Дівчина з ведмедиком» — роман В. Домонтовича.
- «Долі» — роман Франсуа Моріака.
- «Загадка «Блакитного потяга» — роман Агати Крісті.
- «Занепад і руйнування» — роман Івліна Во.
- «Зелений вогонь» — роман Джона Тейна.
- «Контрапункт» — роман Олдоса Гакслі.
- «Король, дама, валет» — роман Володимира Набокова.
- «Коханець леді Чаттерлей» — останній роман Девіда Герберта Лоуренса (перша публікація).
- «Майстер корабля» — роман Юрія Яновського.
- «Містер Блетсворсі на острові Ремполь» — роман Герберта Веллса.
- «Місто» — роман Валер'яна Підмогильного.
- «Недуга» — роман Євгена Плужника.
- «Орландо» — роман Вірджинії Вульф.
- «Останній пост» — роман Форд Медокс Форд; остання частина тетралогії про Першу світову війну «Кінець параду», започаткованої 1924 року.
- «Сонячна машина» — роман Володимира Винниченка.

### Повісті
- «Вуркагани» — повість Івана Микитенка.
- «Гармонія і свинушник» — повість Бориса Тенети.
- «Коли Земля скрикнула» — повість Артура Конана Дойла.

### Мала проза
- «В снігах» — збірка оповідань Григорія Епіка.
- «Весною» — оповідання Марії Галич.
- «Нові оселі» — збірка оповідань Леоніда Смілянського.
- «Пацан» — оповідання Івана Багряного.
- «Поклик Ктулху» — оповідання Говарда Філліпса Лавкрафта.
- «Пресвятая Богородиця, помилуй нас!» — оповідання Ольги Кобилянської.
- «Рука» — оповідання Івана Багряного.
- «Сентиментальна історія» — новела Миколи Хвильового.

### Пʼєси
- «Великий секрет» — пʼєса Володимира Винниченка.
- «Вовченя» — пʼєса Євгена Кротевича.
- «Марко в пеклі» — пʼєса Івана Кочерги.
- «Натура і культура» — пʼєса Івана Кочерги.
- «Тригрошова опера» — пʼєса Бертольта Брехта (опублікована в 1931).

### Поезія
- «Вандея» — поема Івана Багряного.
- «Гетто в Умані» — поема Миколи Бажана.
- «Собачий бенкет» — поема Івана Багряного.
- «Циганські романсеро» — збірка поезій Федеріко Гарсія Лорки.

### Публіцистика
- «Повернення з Чаду» — нарис Андре Жіда.

## Народились
- 15 лютого —Норман Брідвелл, американський письменник й ілюстратор.
- 26 лютого — Монік Лерак, канадська акторка, співачка, драматургиня і театральна постановниця.
- 4 березня — Алан Сіллітоу, англійський поет і прозаїк (помер у 2010).
- 18 серпня — Лучано де Крешенцо, італійський письменник (помер у 2019).
- 28 листопада — Бано Кудсія, пакистанська романістка, драматургиня і спіритуалістка (померла у 2017).
- 16 грудня — Філіп Дік, американський автор наукової фантастики (помер у 1982).

## Померли
- 11 січня — Томас Гарді, англійський письменник і поет (народився у 1840).
- 7 липня — Віктор Ярина, український письменник (народився у 1863).
- 15 липня — Марія Грінченко, українська письменниця і перекладачка (народилася у 1863).
- 16 серпня — Антонін Сова, чеський поет і письменник (народився у 1864).
- 13 вересня — Італо Звево, італійський письменник (народився у 1861).